# Lutas nos Jogos Pan-Americanos de 1983
As competições de luta olímpica nos Jogos Pan-Americanos de 1983 foram realizadas em Caracas, na Venezuela. Foram disputados  eventos de luta livre e luta greco-romana.

## Medalhistas
Luta Greco-romana masculina
| Evento                  | Ouro                   | Prata                  | Bronze                 |
| ----------------------- | ---------------------- | ---------------------- | ---------------------- |
| Até 48 kg detalhes      | Reinaldo Jiménez (CUB) | T.J. Jones (USA)       | Gustavo Delgado (MEX)  |
| Até 52 kg detalhes      | Eduardo Miranda (CUB)  | Mark Fuller (USA)      | Daniel Aceves (MEX)    |
| Até 57 kg detalhes      | Jesús Tejeda (CUB)     | Ernesto Bahena (MEX)   | Robert Hermann (USA)   |
| Até 62 kg detalhes      | René Rodríguez (CUB)   | Elio Inojosa (VEN)     | Dan Mello (USA)        |
| Até 68 kg detalhes      | Antonio López (CUB)    | James Martinez (USA)   | José Betancourt (PUR)  |
| Até 74 kg detalhes      | Jeff Stuebing (CAN)    | Jim Andre (USA)        | Francisco Barbur (CUB) |
| Até 82 kg detalhes      | Orlando Pérez (CUB)    | Louis Santerre (CAN)   | Dan Chandler (USA)     |
| Até 90 kg detalhes      | Steve Fraser (USA)     | Luis Figuera (VEN)     | José Poll (CUB)        |
| Até 100 kg detalhes     | René Vidal (CUB)       | Dennis Koslowski (USA) | Guillermo Díaz (MEX)   |
| Mais de 100 kg detalhes | Cándido Mesa (CUB)     | Jorge Añez (VEN)       | Ron Carlisle (USA)     |

Luta livre masculina
| Evento                  | Ouro                     | Prata                        | Bronze                  |
| ----------------------- | ------------------------ | ---------------------------- | ----------------------- |
| Até 48 kg detalhes      | Cristobal Gonzales (CUB) | Rich Salomone (USA)          | Carlos Villalta (VEN)   |
| Até 52 kg detalhes      | Ray Takahashi (CAN)      | Charles Heard (USA)          | Alejandro Puertot (CUB) |
| Até 57 kg detalhes      | Barry Davis (USA)        | Rafael Torres Agramont (CUB) | Orlando Cáceres (PUR)   |
| Até 62 kg detalhes      | Randy Lewis (USA)        | Ray E.Ramírez (CUB)          | Bob Robinson (CAN)      |
| Até 68 kg detalhes      | Raúl Cascaret (CUB)      | Lenny Zalesky (USA)          | Pat Sullivan (CAN)      |
| Até 74 kg detalhes      | Leroy Kemp (USA)         | Lázaro C.Ruíz (CUB)          | Ken Bradford (CAN)      |
| Até 82 kg detalhes      | Jose Damian (CUB)        | Evelio de Jesús Suárez (VEN) | Christopher Rinke (CAN) |
| Até 90 kg detalhes      | Roberto Limonta (CUB)    | Elio Franconi (ARG)          | Pete Bush (USA)         |
| Até 100 kg detalhes     | Greg Gibson (USA)        | Richard Deschatelets (CAN)   | Luis Miranda Leon (CUB) |
| Mais de 100 kg detalhes | Cándido Mesa (CUB)       | Bruce Baumgartner (USA)      | Robert Molle (CAN)      |

## Quadro de medalhas
| Ordem | País               | Medalha de ouro | Medalha de prata | Medalha de bronze |    |
| ----- | ------------------ | --------------- | ---------------- | ----------------- | -- |
| 1     | CUB Cuba           | 13              | 3                | 4                 | 20 |
| 2     | USA Estados Unidos | 5               | 9                | 5                 | 19 |
| 3     | CAN Canadá         | 2               | 2                | 5                 | 9  |
| 4     | VEN Venezuela      |                 | 4                | 1                 | 5  |
| 5     | MEX México         |                 | 1                | 3                 | 4  |
| 6     | ARG Argentina      |                 | 1                |                   | 1  |
| 7     | PUR Porto Rico     |                 |                  | 2                 | 2  |
| TOTAL | TOTAL              | 20              | 20               | 20                | 60 |

## Ligação externa
- Jogos Pan-Americanos de 1979